# Augite
L'augite (simbolo IMA: Aug) è un minerale molto comune della classe dei "silicati e germanati" appartenente al gruppo del pirosseno; possiede composizione chimica (Ca,Mg,Fe)2Si2O6. Strutturalmente l'augite appartiene agli inosilicati.

## Etimologia e storia
L'augite fu descritta per la prima volta nel 1792 dal mineralogista tedesco Abraham Gottlob Werner e prese il nome dal greco antico αὐγή (augḗ, ossia "brillare, luccicare").

## Classificazione
La classica nona edizione della sistematica dei minerali di Strunz, aggiornata dall'Associazione Mineralogica Internazionale (IMA) fino al 2009, elenca l'augite nella classe "9. Silicati (germanati)" e nella sottoclasse "9.D Inosilicati"; questa viene ulteriormente suddivisa in base alla struttura del minerale, in modo tale che l'augite possa essere trovata nella sezione "9.DA Inosilicati con catene singole di periodo 2, Si2O6; famiglia del pirosseno" dove forma il sistema nº 9.DA.15.
Questa classificazione resta invariata anche nell'edizione successiva, proseguita dal database "mindat.org" e chiamata Classificazione Strunz-mindat.
Nella Sistematica dei lapis (Lapis-Systematik) di Stefan Weiß, che si basa ancora su questa vecchia classificazione di Strunz per rispetto verso i collezionisti privati e le collezioni istituzionali, al minerale è stato assegnato il sistema e il numero di minerale. VIII/F.01-90. In questa sistematica ciò corrisponde anche alla classe dei "silicati a catena e a bande", dove l'augite insieme a egirina, egirina-augite, davisite, diopside, esseneite, grossmanite, hedenbergite, giadeite, jervisite, johannsenite, kanoite, clinoenstatite, clinoferrosilite, cosmocloro, kushiroite, namansilite, natalyite, omfacite, petedunnite, pigeonite, spodumene e tissintite, con cui forma il gruppo dei "clinopirosseni" (dal 2018).
La sistematica dei minerali secondo Dana classifica l'augite nella classe dei "silicati e germanati" e lì nella sottoclasse dei "minerali silicati a catena". La si trova nel gruppo "C2/c Clinopirosseno (Ca-clinopirosseno)" con il sistema nº 65.01.03a all'interno della suddivisione "Silicati a catena: Catene semplici non ramificate, W=1 con catene P=2".

## Abito cristallino
L'augite cristallizza nel sistema monoclino nel gruppo spaziale C2/c (gruppo nº 15) con i parametri reticolari a = 9,69 Å; b = 8,84 Å; c = 5,28 Å e β = 106,3° oltre a 4 unità di formula per cella unitaria.

## Proprietà
Sottoposta al cannello a soffiatura, l'augite si fonde in vetro nero, spesso magnetico. Generalmente viene attaccato solo debolmente dagli acidi, a eccezione dell'acido fluoridrico (HF).
L'augite di titanio, invece, è completamente decomponibile in acido cloridrico (HCl) bollente.
Con una durezza Mohs da 5 a 6, l'augite è uno dei minerali medio-duri e può essere graffiata con un coltello similmente al minerale di riferimento apatite (durezza 5) o con una lima d'acciaio come il minerale di riferimento ortoclasio.

### Caratteristiche chimico fisiche
- Pleocroismo[4]:
  - (x): verde pallido, verde brunastro pallido, verde bluastro pallido, bruno violastro
  - (y): verde brunastro pallido, rosa, verde giallastro
- Birifrangenza: 0,32[1]
- Fotoelettricità: 4,80 barn/cc[4]
- Indice di fermioni: 0,02[4]
- Indice di bosoni: 0,98[4]

## Modificazioni e varietà
La fassaite è una varietà di augite con un basso contenuto di ferro. avente composizione chimica (Ca,Na)(Mg,Fe2+,Al,Fe3+,Ti)[(Si,Al)2O6].
La fassaite deve il suo nome alla località in cui è stata scoperta la prima volta, la Val di Fassa (provincia di Trento, Italia).
Si pensa che sia un minerale di contatto formatosi ad alta temperatura sull'interfaccia tra rocce vulcaniche e calcare. Si trova anche in alcuni proietti vulcanici.
Ragguardevoli cristalli sono stati scoperti al Lago della Vacca sull'Adamello (Brescia), a Brosso e a Traversella (Torino). È presente anche in Val di Fassa (Trento), a Tiriolo (Catanzaro) e in proietti vulcanici a Pitigliano (Grosseto), Ariccia (Roma) e sul Vesuvio. All'estero esemplari interessanti sono noti negli Stati Uniti (Montana), in Scozia, Svezia e Sri Lanka.
In natura si presenta in individui prismatici tozzi, ricchi di facce, di colore verde più o meno scuro a seconda della quantità di ferro contenuta.
La jeffersonite è una varietà di augite contenente manganese e zinco., quindi la sua composizione chimica è identica a quella dell'augite. La sua durezza Mohs è compresa tra 4,5 e 5 e la sua densità misurata è compresa tra 3,51 g/cm³ e 3,55 g/cm³.
In petrografia è diffusa anche la distinzione tra augite e augite di titanio (con una percentuale in peso di biossido di titanio (TiO2) maggiore del 3%). Questo può spesso essere riconosciuto in sezione sottile senza analisi chimica dal suo colore che va dal marrone-viola al viola, con l'intensità della colorazione che di solito aumenta con il contenuto di titanio.

## Origine e giacitura
L'augite è un minerale molto comune, si trova di solito in rocce plutoniche, ma anche in alcune rocce metamorfiche.
L'augite è un minerale costituente le rocce ed è una componente accessoria nella maggior parte delle rocce ignee come basalti, diabasi, gabbri, melafiri e tufi. I minerali associati includono vari minerali anfiboli, labradorite, leucite, olivina, ortoclasio, sanidino e vari minerali del gruppo dei pirosseni.
Come formazione minerale comune, l'augite può essere trovata in molti siti, con oltre 2000 siti in tutto il mondo documentati alla data del 2017.
In Germania, il minerale veniva estratto in varie cave e miniere nell'Hegau e nel Kaiserstuhl nel Baden-Württemberg, in Franconia e Bassa Baviera, nel circondario di Gießen e sul Vogelsberg in Assia; in varie località dei monti Harz in Bassa Sassonia; in diverse località del Siebengebirge e del Siegerland; in molte località dell'Eifel come nelle vicinanze di Andernach, Daun, Gerolstein, Hillesheim, Laacher See (qui sono stati trovati cristalli di dimensioni fino a 5 cm), Mayen, Mendig e Niederzissen; nei Monti Metalliferi in Sassonia e in alcuni luoghi della Saarland, dello Schleswig-Holstein e della Turingia.
In Austria, l'augite è stata finora trovata in diverse località del Burgenland, della Carinzia (Alti Tauri, Hüttenberger Erzberg, Koralpe), della Bassa Austria (Waldviertel), del Salisburghese, della Stiria e del Tirolo Settentrionale.
In Svizzera, il minerale è stato finora trovato solo in pochi luoghi, come sull'Alpe Tot vicino a Wolfgang a Davos nel Canton Grigioni, in due affioramenti nel comune di Ramsen nel Canton Sciaffusa e sull'Allalinhorn nel comune di Saas-Almagell nel Canton Vallese.
In Italia cristalli piuttosto belli si rinvengono in varie località, tra cui il Monte Buffaure (Trento), la zona di Falcade (Belluno), nei tufi vulcanici del Lazio e infine nelle lave del Vesuvio, dello Stromboli e dell'Etna.
Degno di nota per gli straordinari ritrovamenti di augite è il sito di Clear Lake, nella provincia canadese dell'Ontario, dove sono venuti alla luce cristalli di dimensioni fino a 15 cm.
Essendo molto diffusa, l'augite è presente in moltissimi siti sparsi per il mondo.
L'augite è anche una componente di alcuni meteoriti pietrosi ed è stata rilevata anche in campioni di roccia provenienti dalla dorsale del Pacifico orientale.
Al di fuori della Terra, il minerale è stato finora trovato sulla Luna (Mare Crisium, Mare Fecunditatis e Montes Taurus) e su Marte (Valles Marineris).
Nell'ambito dei suoi studi mineralogici, Johann Wolfgang von Goethe si interessò anche alle grandi augiti idiomorfe che si trovano nel vulcano boemo Vlčí hora. Su istigazione di Goethe, il chimico Johann Wolfgang Döbereiner condusse esperimenti di fusione su queste augite. Frédéric Soret esaminò anche morfologicamente l'augite del Wolfberg e pubblicò i suoi risultati in una rivista pubblicata da Goethe.

## Forma in cui si presenta in natura
L'augite sviluppa cristalli prismatici da corti a lunghi, ma anche aggregati minerali granulari di colore verde, marrone o nero con striature grigio-verdi. Molto raramente, si trovano anche augiti incolori (chiamate leukugiti).
L'augite compare sia in aggregati granulari, sia in individui di abito prismatico, per lo più tozzo, a contorno quasi quadrato od ottagonale. Sono frequenti anche i geminati per contatto. Il colore è sempre piuttosto scuro: appare nero se il minerale si presenta in forma massiva, ma può essere verdastro o bruno se è in piccoli frammenti. Ha brillantezza vitrea tendente alla resinosa: in particolare, è assai viva sulle superfici di sfaldatura, che di solito appaiono brillanti.